# NA-2313
La NA-2314 es una carretera nacional española que une el pueblo de Aranguren con la NA-2310.

## Recorrido
| Denominación | Kilómetro | Salida                | Carretera             | Dirección             |
| ------------ | --------- | --------------------- | --------------------- | --------------------- |
| NA-2314      | 0         |                       | NA-2310               | Pamplona Mutilva      |
| NA-2314      | 0         | Travesía de Aranguren | Travesía de Aranguren | Travesía de Aranguren |

- Datos: Q12264091